# Konstantin Buszujew
Konstantin Dawydowicz Buszujew (ros. Константин Давыдович Бушуев, ur. 10 maja?/23 maja 1914 we wsi Czertień w powiecie mosalskim (obecnie w rejonie mosalskim w obwodzie kałuskim), zm. 26 października 1978 w Moskwie) – radziecki specjalista od techniki rakietowej.

## Życiorys
Urodził się w rodzinie wiejskich nauczycieli. W 1930 skończył 7-letnią szkołę, później pracował przy budowie kolei, następnie uczył się w technikum w Piesoczni w obwodzie kałuskim, od 1933 pracował w moskiewskiej fabryce. Uczył się w centralnym aeroklubie w Tuszynie, 1936–1941 studiował w Moskiewskim Instytucie Lotniczym, później pracował w Specjalnym Biurze Konstruktorskim, biorąc udział w projektowaniu samolotów z napędem rakietowym; biuro zostało ewakuowane do obwodu swierdłowskiego. W 1941 przyjęto go do WKP(b). Po wojnie pracował pod kierunkiem Siergieja Korolowa nad systemami rakietowymi, a od 1952 techniką kosmiczną, w 1948 objął kierownictwo Specjalnego Biura Konstruktorskiego-1 (OKB-1). Jednocześnie w 1949 ukończył wyższe kursy inżynieryjne i został ich wykładowcą. W 1954 został zastępcą Siergieja Korolowa jako głównego konstruktora OKB-1, kierując opracowaniem pierwszej międzykontynentalnej rakiety balistycznej R-7 i pierwszego Sputnika (1957). W 1960 został członkiem korespondentem Akademii Nauk ZSRR, a w 1970 kierownikiem działu Moskiewskiego Instytutu Fizyczno-Technicznego (od 1962 miał tytuł profesora). W 1973 wyznaczono go głównym konstruktorem projektu „Sojuz” – „Apołłon” i pojazdu kosmicznego Sojuz 7K-TM, następnie pojazdu Sojuz-T, jednak nie dożył jego pierwszego lotu (16 grudnia 1979). Zmarł 26 października 1978 i został pochowany na Cmentarzu Nowodziewiczym.

## Odznaczenia i nagrody
- Medal Sierp i Młot Bohatera Pracy Socjalistycznej (21 grudnia 1957)
- Order Lenina (trzykrotnie, 20 kwietnia 1956, 21 grudnia 1957 i 17 czerwca 1961)
- Order Rewolucji Październikowej (26 kwietnia 1971)
- Order Czerwonego Sztandaru Pracy (17 września 1975)
- Nagroda Leninowska (1960)
- Nagroda Państwowa ZSRR (1951)
- Złoty Medal im. K. Ciołkowskiego Akademii Nauk ZSRR (1977)

I inne.